# Thyroptera tricolor
Thyroptera tricolor é uma espécie de morcego da família Thyropteridae. Pode ser encontrada na região amazônica do norte da América do Sul, leste do Brasil, Trinidad e Tobago, e no Panamá, Costa Rica, Nicarágua, Honduras e Guatemala.
Etimologia
O nome do gênero Thyroptera é de origem grega e significa literalmente "asa com disco", aludindo à presença de discos de sucção que estão presentes nos pulsos e tornozelos das espécies desse gênero e com as quais ele pode aderir a certas folhas. O termo latino Tricolor faz alusão à coloração dessa espécie (Wilson, 1977).
Taxonomia
Ordem Chiroptera, Subordem Microchiroptera, Família Thyropteridae, Gênero Thyroptera.
A família de morcegos Thyropteridae é composta por cinco espécies: Thyroptera devivoi, T. discifera, T. lavali, T. tricolor  e T. wynneae (Velazco et al., 2014). Thyroptera tricolor foi descrito por Spix (1823), para a cidade do tipo "margens do rio Amazonas no Brasil". Mais tarde, porém, a localidade-tipo ficou restrita ao rio Amazonas inferior, ao sul de Santo Domingo, na foz do rio Icá, Brasil (Husson, 1962). Atualmente, são reconhecidas três subespécies (Simmons, 2005), apenas T. t. Albiventer foi relatado para o Equador (Tirira, 2017). Três subespécies de Thyroptera tricolor atualmente são reconhecidos (Cabrera, 1958):  T. t. Spix tricolor, 1823: 61, T. t. albiventer (Tomes, 1856: 179), T. t. juquiaensis Vieira, 1942: 391.
Sinonímia
Thyroptera tricolor Spix, 1823
Nome comum
Morcego alado do Spix
Morcego com ventosas de Spix
Evolução
Ao contrário da maioria dos morcegos, o T. tricolor se agarra de cabeça para baixo de seu poleiro. Esse fenômeno é observado em seis espécies de morcegos em dois gêneros, Thyroptera e Myzopoda. Os dois grupos representam uma ocorrência da evolução paralela de uma característica, mas as duas formas de anatomia adesiva são utilizadas de maneira diferente.
O morcego com asas de disco procura um broto de folhas enroladas com a abertura no topo. Ele se apega às superfícies internas lisas (ventrais) das folhas. Plantas com essa morfologia foliar incluem espécies de Heliconia e Calathea .  Diz-se que este tipo de poleiro facilita a fuga rápida em caso de um possível distúrbio.  Os discos do morcego assumem a forma de copos côncavos e são apoiados por uma placa cartilaginosa interna. O músculo flexor do polegar curto se liga à placa, de modo que a contração do músculo altera a forma geral do disco, criando sucção. O disco também contém glândulas sudoríparas abundantes, mantendo uma superfície úmida.
O morcego de pés de ventosa de Madagascar (Myzopoda aurita) tem uma anatomia semelhante de ventosas, mas produz sucção de maneira diferente. Ele usa seu músculo flexor para alterar a forma do disco ao se destacar de uma superfície. Ele também usa o suor para produzir adesão úmida como o principal mecanismo, ao invés de sucção. Ele só pode ser acoplado, enquanto o morcego com asas de disco pode se agarrar em qualquer ângulo. M. aurita pode fazer contato simultaneamente com seu órgão adesivo e a garra do polegar, enquanto T. tricolor não. Isso pode ser devido à diferença na anatomia das inserções musculares e às ações que elas provocam.
Apesar de já ter sido relatado sua presença em caverna, o T. tricolor é uma espécie considerada não cavernícola devido a suas características morfológicas, já que, ao longo da evolução perdeu a habilidade de usar superfícies ásperas. Dessa forma, os indivíduos da família Thyropteridae são especializados em se abrigar em superfícies lisas como folhas.
Vonhof & Gillam (2010) fala de uma evolução ao nível social dos morcegos com ventosas. Viver em grupos como Thyroptera tricolor pode aumentar a eficiência na aquisição de recursos, oferecendo oportunidades para a transferência de informações entre os membros do grupo, particularmente em espécies que usam recursos agrupados e imprevisíveis (Barta & Szep, 1992). Morcegos tubulares para se abrigar nas folhas, como T. tricolor, enfrente o desafio único de ter que localizar abrigos adequados diariamente. Dependendo do habitat, essa tarefa pode exigir longos tempos de pesquisa, pois as plantas usadas são geralmente escassas. Segundo Chaverry, Vonhof & Gillam (2010) voar implica um grande custo energético, a capacidade de localizar rapidamente novos abrigos representa um grande desafio para os morcegos, que pode ser compensado pela ajuda de indivíduos que já localizaram um local adequado. Assim, sugerimos que a transferência ativa de informações da localização desse habitat pode ser um processo importante que molda a evolução da socialidade em morcegos como T. tricolor devido à natureza aglomerada e efêmera das folhas tubulares.
Distribuição
Thyroptera tricolor é distribuído do sul do México, da América Central e do norte da América do Sul na Venezuela, Colômbia, Equador e Peru, incluindo a ilha de Trinidad. Atinge o sul da Bolívia e o sudeste do Brasil (Wilson, 2007). No Equador, habita a costa norte, a Amazônia e o sopé dos Andes, nas florestas tropicais e subtropicais úmidas (Tirira, 2017). A localidade mais ao sul relatada para o Equador e toda a sua distribuição a oeste dos Andes fica na província de Los Ríos, no cantão Buena Fe, na costa central (Boada, et al. 2010). Foi relatado simpaticamente com outras espécies do gênero em várias áreas dentro de sua faixa de distribuição; no Equador, pode coabitar com T. discifera e T. lavali (Velazco et al., 2014).
Segundo Don E. Wilson e James S. Findley (1974), a espécie habita a região neotropical (figura abaixo). O registro mais setentrional está aparentemente perto de Sontecomapan, Veracruz, México (Villa-R., 1966). O registro mais ao sul é o tipo de localidade de T. t. juquiaensis no sul do Brasil. Os limites exatos das três subespécies são difíceis de determinar devido à escassez de amostras. Thyroptera tricolor é aparentemente uma espécie de áreas florestais de várzea.
Regiões Naturais
Floresta úmida tropical de Chocó, floresta ocidental de Piemontano , floresta tropical tropical da Amazônia, floresta oriental de Piemontano
Uso de habitat
Eles habitam as florestas úmidas das planícies, incluindo florestas de galeria em algumas savanas neotrópicas (Velazco et al., 2014). (Tavares e Mantilla, 2015). Abrigos tricolores de Thyroptera enrolavam folhas de Heliconia (Musaceae) e ocasionalmente em Calathea (Marantaceae) que crescem nas clareiras da floresta e nas margens de estradas e caminhos onde habitam pequenas colônias ou grupos sociais de nove ou menos indivíduos (Wilson, 1977). Nessa mesma área de estudo de Wilson (1977), uma seção sombreada da floresta onde as plantas estavam esparsamente distribuídos, eles encontraram esses morcegos em aproximadamente cada quarta folha adequadamente enrolada examinada. Villa-R. (1966) também encontrou T. tricolor na floresta sombria. Os morcegos habitam folhas com o diâmetro da abertura entre 50 e 100 mm.
A abundância do T. tricolor pode ser limitada em determinados locais pela disponibilidade de abrigo. Diferentemente de outras espécies que podem se agregar em grande número nos tetos e cavernas, o T. tricolor é adaptado para se abrigar em folhas enroladas, tendo sua abundância determinada pela quantidade de plantas no local com essa característica.
Descrição
Os morcegos da família Thyropteridae são pequenos e caracterizam-se por possuir discos adesivos semelhantes a ventosas na base dos polegares das pernas dianteiras e na base das pernas de trás, tal característica é a que mais se destaca, o distinguindo de outras espécies; seu focinho é relativamente alongado e fino, carece de uma folha nasal, as narinas são circulares e claramente separadas; seus ouvidos têm formato afunilado; a membrana alar une-se ao longo das pernas até a altura da base das garras; a cauda é mais longa que as pernas e se estende alguns milímetros além da margem livre da membrana interfemoral; os dedos têm apenas duas falanges e os terceiro e quarto dedos (incluindo as garras) são unidos; o segundo dígito da mão é reduzido a um osso incompleto enquanto a terceira falange do terceiro dígito é ossificada;
Thyroptera tricolor é uma espécie de tamanho médio (comprimento do antebraço > 36 mm), caracterizada por ter o contorno do disco localizado na base do polegar das pernas da frente em forma circular; o pelo da barriga é claro, branco ou cinza-claro, unicolor e cremoso e contrasta fortemente com a cor marrom da pelagem dorsal; o calcâneo possui duas relevo cartilaginoso na porção basal da borda posterior; as orelhas são de cor escura (Díaz et al., 2016; Wilson, 2007). Embora a pelagem dorsal seja longa, não é densa; os incisivos internos superiores são bífidos (Wilson, 2007). O antebraço proximal é esparsamente cheio de pelos (Velazco et al. 2014)
Velazco et al. (2014) fornecem medidas morfológicas externas baseadas em amostras de ambos os gêneros (feminino: comprimento total = 67-77 mm; comprimento da cauda = 25-30 mm; comprimento da perna = 4-6) mm, comprimento da orelha = 11–13 mm, comprimento do antebraço = 35–39 mm, peso 3,5–5,1 g; nos machos: comprimento total = 68-79 mm, comprimento da cauda = 25-30 mm, comprimento da perna = 4-7) mm, comprimento da orelha = 11-13 mm, comprimento do antebraço = 33,5– 40 mm, peso 3,4-5,1 g).
Comportamento
Segundo Gillam e Chaverry (2011) os morcegos com asas de Spix, formam pequenos grupos sociais de longo prazo nos quais os membros são leais a um pedaço de floresta, mas se deslocam diariamente entre locais de capoeira altamente efêmeros (folhas parcialmente desenroladas de Heliconia).
A espécie abriga-se em comunidade, o tamanho médio da colônia é de seis indivíduos e as colônias têm uma proporção sexual de 1:1.  Os discos não impedem o vôo ágil, e os morcegos podem circular as folhas enroladas que procuram entrar. Eles voam apenas alguns metros acima do chão da floresta.
Existem grupos de descanso que variam de 2 a 12 indivíduos (Vonhof e Fenton 2004) e a estabilidade do grupo é muito alta, com indivíduos permanecendo juntos por até 22 meses (Chaverri & Vonhof, 2010). Essa estabilidade é especialmente impressionante já que os morcegos precisam localizar novos cabides quase diariamente.
Foi demonstrado que essa espécie realiza trocas sociais que facilitam o contato com morcegos próximos e o recrutamento para locais de abrigo. Durante o vôo, o T. tricolor emite chamadas de "inquérito" que frequentemente provocam uma resposta de indivíduos que já entraram em uma folha enrolada. Essas chamadas de 'resposta' são seguidas pelo morcego voador que entra no ninho de folhas ocupadas (Gillam & Chaverry, 2011)
Gillam & Chaverry (2011) examinaram a variação na estrutura das chamadas de consulta e resposta, e avaliaram se as chamadas codificam informações sobre a identidade individual ou de grupo que permitiriam discriminação acústica. Descobriram que as chamadas de consulta e resposta eram suficientemente consistentes dentro dos indivíduos e divergentes entre os indivíduos, para permitir a separação de morcegos individuais com base na estrutura da chamada. Também encontraram algumas evidências para assinaturas específicas de grupo, embora estas tenham sido menos definidas do que as diferenças observadas entre os indivíduos. Embora isso não confirma que os morcegos alados do Spix possam discriminar indivíduos e grupos com base nas informações de chamada, seus resultados indicam que os dois tipos de chamada têm um espaço de parâmetro amplo o suficiente para que isso ocorra.
Dieta
As espécies do gênero Thyroptera são morcegos insetívoros que geralmente capturam suas presas diretamente do substrato ( Dechmann,  et al.  2006). De 21 folhas, Findley e Wilson (1974) coletaram amostras, que variaram de 0,10 a 0,54 g, com média de 0,21 g. A partir disso, estimaram que Thyroptera tricolor pode consumir até 0,8 g de insetos por noite, por indivíduo.
Reprodução
Findley e Wilson (1974) encontrou fêmeas grávidas em agosto na Costa Rica. Ao mesmo tempo, havia adultos, mas obviamente jovens animais na população.
Conservação
É considerado uma espécies pouco preocupante na União Internacional para a Conservação da Natureza (IUCN), com baixo risco de ser extinto.